# قرار مجلس الأمن التابع للأمم المتحدة رقم 117
قرار مجلس الأمن التابع للأمم المتحدة رقم 117، المعتمد في 6 سبتمبر 1956، بعد وفاة القاضي هسو مو من محكمة العدل الدولية، قرر المجلس أن الانتخابات لملء المقعد الشاغر لبقية فترة القاضي مو ستتم خلال الدورة الحادي عشرة للجمعية العامة.
وقد اعتمد القرار بدون تصويت.